# البطولات الوطنية الأمريكية 1909 (كرة مضرب)
قائمة بالأبطال في 1909 البطولات الوطنية الأمريكية لكرة المضرب (المعروفة الآن باسم أمريكا المفتوحة):

## الكبار

### فردي رجال
ويليام لارنيد هزم  ويليام كلوثير 6-1 6-2 5-7 1-6 6-1

### فردي سيدات
هازل هوتشكيس ويتمان هزم  ماود برجر والاش 6-0, 6-1